# Ratingen-West

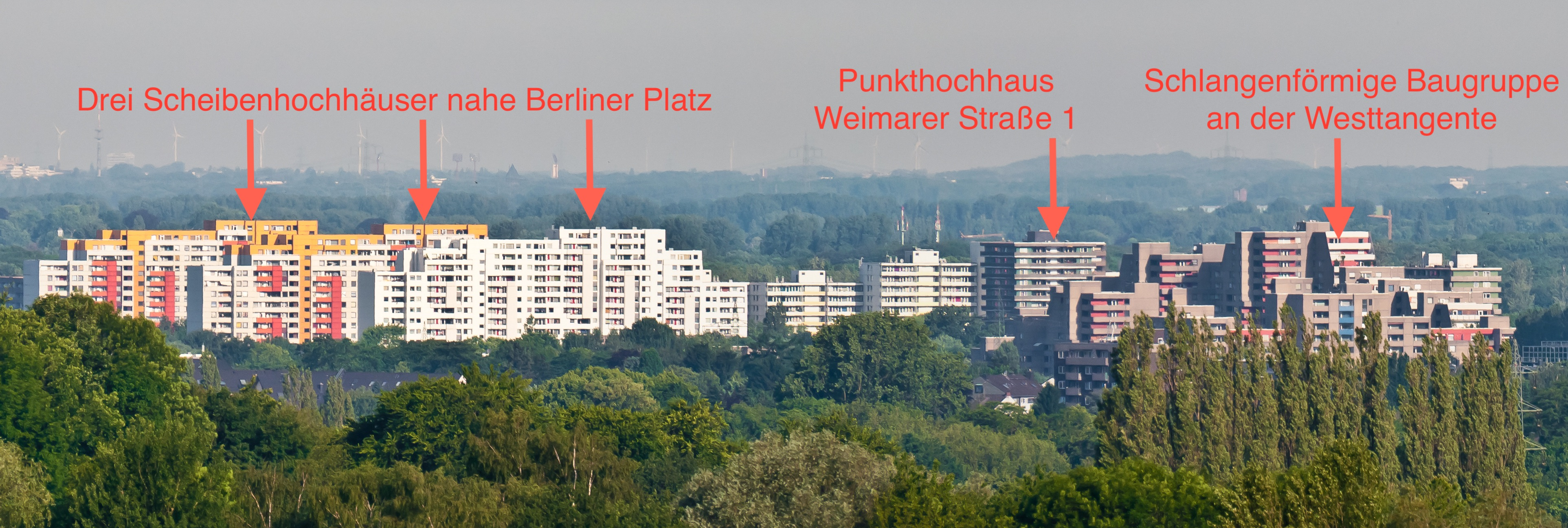
Blick auf Ratingen-West mit den Hochbauten im 1. Bauabschnitt, vom Hasselbecker Berg aus gesehen

Ratingen-West ist ein Stadtteil von Ratingen nördlich von Düsseldorf und östlich des Düsseldorfer Flughafens, der Ende der 1960er-Jahre gegründet und anfangs vor allem von der Neuen Heimat bebaut wurde. Die Großwohnsiedlung entwickelt sich in differenzierter städtebaulicher Struktur: Im Süden liegt an der Volkardeyer Straße eine Einzelhaussiedlung, teilweise als Grachtenhäuser gebildet, an die nach Norden hin der eigentliche Zentrumsbereich anschließt. Er wird durch drei Scheibenhochhäuser, ein das geometrische Zentrum der Siedlung betonendes Punkthochhaus (Weimarer Straße 1), und eine schlangenförmige Bebauung an der Westtangente definiert. Eine meist viergeschossige Zeilenbebauung leitet den Stadtteil nach Norden hin aus. Der Sandbach, aus der Zeit der landwirtschaftlichen Nutzung der Fläche beibehalten, durchzieht den Stadtteil als landschaftliches Element. Der Stadtteil hat eine katholische und eine evangelische Kirche sowie einen Marktplatz (Berliner Platz) mit Freizeithaus und Gastronomie.

## Geschichte

### Vorgeschichte
Im Laufe des Zweiten Weltkrieges wurde etwa ein Drittel der Stadt Ratingen durch Luftangriffe der Alliierten zerstört. Dies stellte sich als ein großes Problem dar, als in den ersten Jahrzehnten nach dem Weltkrieg Evakuierte, Soldaten und Flüchtlinge zurückkehrten. Vorerst wurden sie in Lagern und Barackensiedlungen untergebracht, was die Wohnungsnot jedoch nicht verminderte. Ausbaupläne des Flughafens Düsseldorf kollidierten mit dem Wunsch nach Erschließung neuer Wohngebiete in Tiefenbroich (Heiderhof). Im Rahmen der Verhandlungen bot die Stadt Düsseldorf Ratingen große Grundstücksflächen aus ihrem Eigentum der Stadt Ratingen zum Kauf an, wenn diese im Gegenzug der Erweiterung des Flughafens zustimmt. Am 17. November 1964 beschloss der Rat der Stadt, diese Grundstücke zu erwerben und durch die Neue Heimat bebauen zu lassen.

### Planung
Nach dem „Angerlandvergleich“, der zwischen der Stadt Ratingen und dem Düsseldorfer Flughafen vereinbart wurde, kam es zu konkreten Planungen für einen umfänglichen Wohnungsbau.

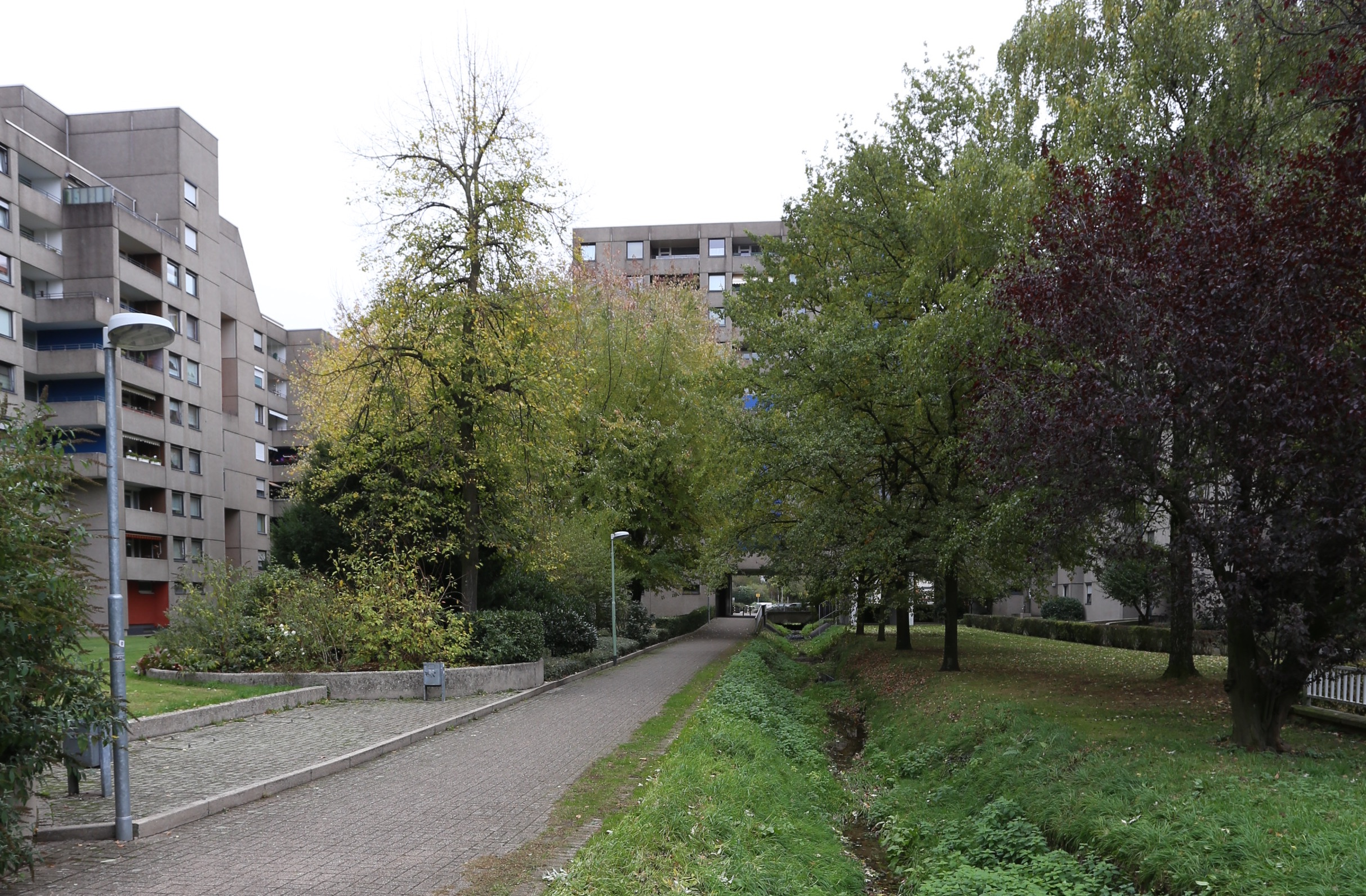
Ratingen-West, 1. Bauabschnitt: Der Sandbach fließt als landschaftliches Element unter dem schlangenförmigen Gebäudekomplex zwischen der Berliner Straße und der Westtangente

Die Großsiedlung Ratingen-West entstand daraufhin aus gemeinsamen Interessen der Städte Düsseldorf und Ratingen im Zuge der Suche der Stadt Düsseldorf nach neuen Siedlungsgebieten sowie der Tertialisierung der Produktionsprozesse, die dazu führten, dass ein „Wandel der Ratinger Gemeinde von der Industrie- zur Dienstleistungsgesellschaft“ einsetzte. Es entstanden in der Zeit größerer wirtschaftlicher Prosperität in den 1960er-Jahren in Ratingen neue Betriebe, und die Pendlerströme insbesondere von Düsseldorf her sollten durch die Ansiedlung der Arbeiter in Ratingen-West eingedämmt werden. Der Boom der Wachstumsbranchen in Ratingen war allerdings so groß, dass bald Pendlerströme von Düsseldorf zur Arbeit nach Ratingen einsetzten.
Bis dahin landwirtschaftlich genutzte Flächen (Felder) im Westen der Altstadt Ratingen wurden schließlich Mitte der 1960er-Jahre zu dem Planungsgebiet zwischen Volkardeyer Straße im Süden, Scheifekamp (der heutigen Westtangente) im Osten, Kaiserswerther Straße im Norden und B1 im Westen. Als Reaktion auf eine umfangreiche Kritik an der Planungspraxis der Neuen Heimat wurde zunächst ein bundesweiter Wettbewerb ausgelobt, der zwischen Neuer Heimat und dem Bund Deutscher Architekten (BDA) abgestimmt werden sollte. Die 132 eingereichten und teilweise prämierten Entwürfe hatten vor allem auf eine Verbindung der Altstadt Ratingen und der neuen Großsiedlung Ratingen-West durch einen Zentrumsbereich zwischen beiden Bereichen abgezielt. Allerdings waren die Straßen und die Kanalisation bereits vorhanden, und es stellte sich heraus, dass man im Herbst 1966 mit dem Bau der Siedlung begann und ein Jahr später, im November 1967, die ersten Wohnungen bezogen wurden. Der Stadtteil wurde nicht durch die prämierten Architekten, sondern durch hauseigene Architekten der Neuen Heimat gebaut. Der Bau von Ratingen-West erfuhr daher von der deutschen Architektenschaft eine harsche Kritik, da die Neue Heimat die ambitionierten Ergebnisse des Architektenwettbewerbe umging.

### Bau
Die Realisierung von Ratingen-West erfolgte in vier Bauabschnitten (BA):
1. BA (Bereich nördlich der Volkardeyer Straße / Westtangente bei der Dresdener und Breslauer Straße sowie Berliner Straße / Westtangente bei der Einstein- und Max-Planck-Straße) 1967–1970
2. BA (übriges Stadtzentrum nördlich des Sandbachs) 1970–1975
3. BA (Einfamilienhäuser südlich des Sandbachs an Breslauer Straße bis zur „Grachtensiedlung“ am Bendenkamp, d. h. Ratingen-Eckamp) 1975–1980
4. BA (Wohnsiedlung Felderhof im Bereich des Erholungsparks Volkardey), 1980er Jahre.

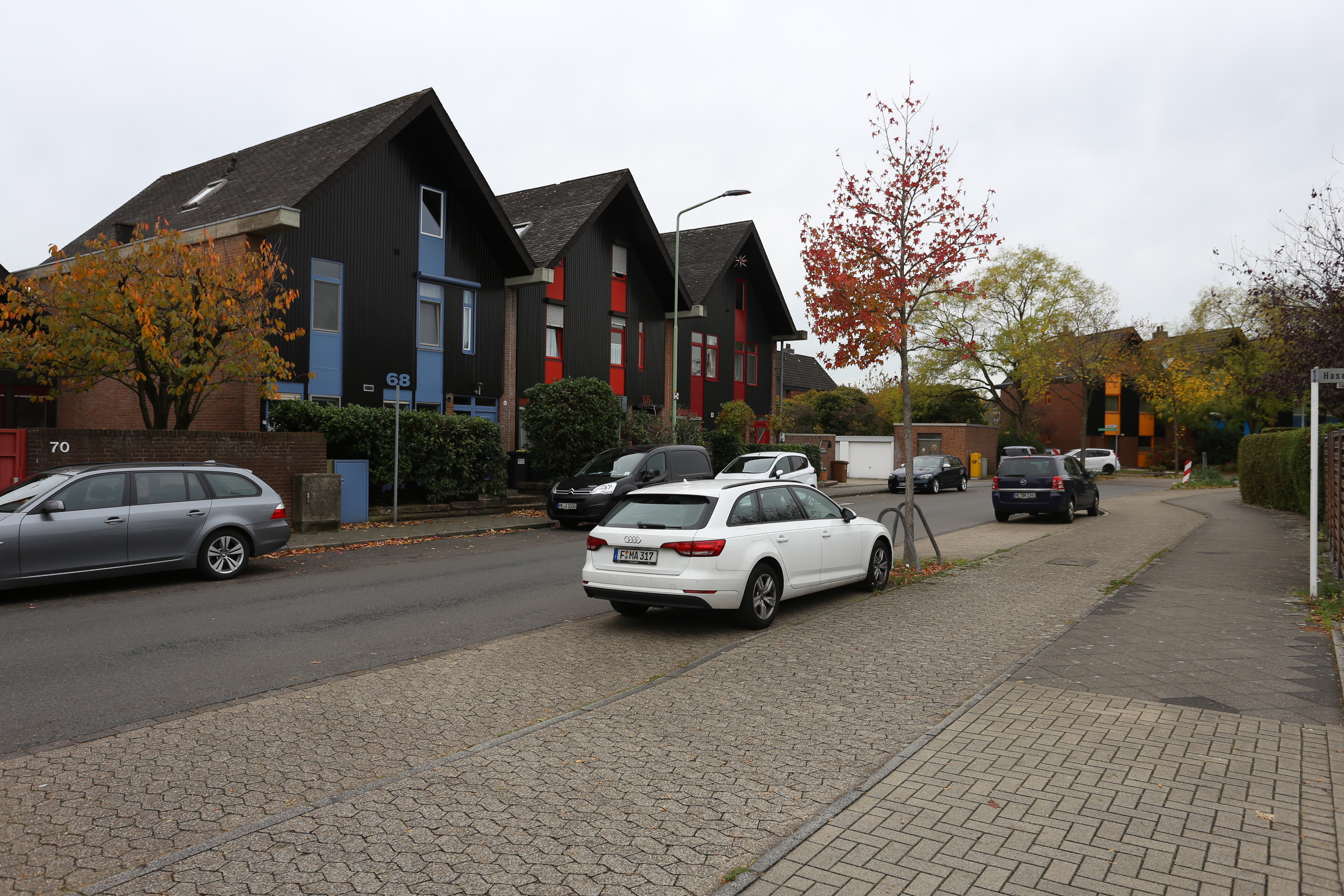
Ratingen-West, 3. Bauabschnitt: Sogenannte Grachtenhäuser in Ratingen-Eckamp

Die Vorgänge um die Vorplanung, den Wettbewerb, die Realisierung und die genannten Bauabschnitte sind in dem Buch „Die Blockstruktur“ 2005 im Detail analysiert worden. Die Architekten sind im Einzelnen anscheinend nicht namentlich bekannt, bis auf einen publizierten Bereich im 3. BA: Das Einfamilienhaus-Wohngebiet im Südwesten wurde von den Architekten Jens Peter Volkamer und Franz Wetzel durch die Deutsche Haus- und Boden GmbH Ende der 1970er Jahre errichtet.

### Weitere Entwicklung
Den Hauptanteil beim Bau der Großsiedlung finanzierte die Neue Heimat, die jedoch wegen diverser Probleme Mitte der 1980er-Jahre ihre Wohnungen an das Land Nordrhein-Westfalen verkaufte, das nun mit der LEG Immobilien AG den Großteil des Wohnungsmarktes in Ratingen-West organisiert. Die LEG, die in Ratingen über 9000 Mieter in 2794 Wohnungen betreut, hat im Stadtteil West seit dem Jahr 2000 insgesamt 1700 Wohnungen für über 40 Millionen Euro saniert. Darin enthalten ist die energetische Sanierung der rund 800 Wohnungen der drei Hochhäuser, die das Unternehmen bei laufender Nutzung durchführt. Es war das größte Niedrigenergiehaus-Projekt in Nordrhein-Westfalen. Die Modernisierung des ersten Hochhauses wurde bereits 2008 abgeschlossen. Rund acht Millionen Euro hat seine Umgestaltung gekostet. Ihre drei Hochhäuser nennt die LEG jetzt „Himmelshäuser“, weil die neue weiße Farbgebung an Wolken erinnert. Zurzeit modernisiert das Unternehmen das zweite und dritte Himmelshaus. 19 Millionen Euro ihrer Gesamtinvestitionen in Ratingen-West wendet die LEG bis 2012 für die Modernisierung ihrer drei Himmelshäuser auf.
Armut, Kriminalität, Vandalismus und Alkoholismus führte in Ratingen-West in der Vergangenheit teilweise zu einer Perspektivlosigkeit einzelner Bewohner. Durch die Berichterstattung der Medien erwarb sich der Stadtteil Ratingen-West dadurch um die Jahrtausendwende zeitweise einen negativen Ruf als „sozialer Brennpunkt“. Dem stemmte sich das Wohnungsunternehmen LEG erfolgreich und nachhaltig mit einem Mix aus Quartiermanagement, Kulturförderung (zum Beispiel ZeltZeit, das große jährliche Kultur- und Kabarettfestival am Grünen See) sowie baulichen und sicherheitstechnischen Maßnahmen entgegen. U. a. entstand das Projekt INFRA West (Initiativen für Ratingen-West), das lokale Synergien hebt und wichtige Akteure vernetzt. Hinsichtlich der Kriminalstatistik hatte Bernd Lingott, Leiter des Kommissariats Ratingen, aber bereits 2008 geäußert: „Sicher passieren in West spektakuläre Fälle, und wir betrachten das mit Sorge, aber gemessen an den Fallzahlen liegen wir nicht über dem Durchschnitt.“ Insofern lässt sich zusammenfassen, dass der schlechte Ruf des Viertels dem typischen Vorurteil für Großwohnsiedlungen der Nachkriegsmoderne entsprach und entspricht.
Am 11. Mai 2023 kam es  bei einem Einsatz in einem Hochhaus in Ratingen-West zu einem Angriff auf Einsatzkräfte von Polizei und Rettungsdienst mit zahlreichen Schwerverletzten.

## Topographie
Ratingen-West kann in vier unterschiedliche, aber in sich homogene Bereiche unterteilt werden: Im Norden und Osten befinden sich Büro- und Industriegebäude sowie Einkaufszentren; der Südwesten wird von Ein- und kleinen Mehrfamilienhäusern geprägt, meist mit Gärten und zum Teil sogar Grachten; im Süden befindet sich der Volkerdeyer Park (Grüner See) (siehe unten); das Zentrum dominieren die Hochhäuser der Neuen Heimat.
Als Grenzen des neuen Stadtteiles wurden im Osten die sogenannte Westbahn (Güterverkehr Duisburg-Düsseldorf), im Süden und Westen die Düsseldorfer Stadtteile Lichtenbroich, Rath und Unterrath bzw. die Autobahnen A 3 / A 52 und A 44 und schließlich im Norden die Kaiserswerther Straße festgelegt.

## Verkehr

### Straße
Ratingen-West ist über die Anschlussstelle 23 Ratingen der Bundesautobahn 52 erreichbar. Da die Anschlussstelle auch Teil des Autobahnkreuzes Düsseldorf-Nord ist, besteht über sie auch ein Anschluss an die Bundesautobahn 44. Über die beiden Bundesautobahnen sind die Kreuze Breitscheid und Ratingen-Ost erreichbar, die einen Anschluss an die Bundesautobahn 3 herstellen.

### Schienenverkehr
Der Bahnhof Ratingen West befindet sich an der Bahnstrecke Mülheim-Speldorf–Troisdorf, die auch Ratinger Weststrecke genannt wird. Diese wird im Personenverkehr nicht mehr befahren, jedoch stark im Schienengüterverkehr.
Eine Reaktivierung im Personenverkehr ist zwar mit Problemen verbunden, wird aber von verschiedenen Seiten weiterhin angestrebt. Zur Kostenreduzierung wird nun eine Führung von Düsseldorf-Rath über Düsseldorf-Rath Mitte weiter nach Düsseldorf Hbf betrachtet. Dazu wurden bereits entsprechende Demonstrationsfahrten auf der Strecke durchgeführt.

### Busverkehr
Im ÖPNV ist Ratingen-West sehr gut erschlossen. Es verkehren folgende Buslinien, die durch die Rheinbahn betrieben werden:
| Linie   | Verlauf |
| ------- | --- |
| 749     | D-Kaiserswerth, Klemensplatz – Schloss Kalkum – Ratingen-Tiefenbroich, Kaiserswerther Straße – Ratingen, Phillipstraße – Ratingen Mitte – Ratingen Ost – Ratingen-Schwarzbach, Schule Nußbaum – ME-Metzkausen, Kantstraße – Hassel – Florastraße – Mettmann, Jubiläumsplatz – Mettmann Zentrum – Mettmann Stadtwald |
| 752     | Mülheim Hbf – MH-Stadtmitte – Schloß Broich – MH-Saarn, Friedrich-Freye-Straße;– MH-Selbeck, Stooter Straße – Ratingen-Breitscheid, Krummenweg – Lintorf, Friedhof – Am Kämpchen – Rehhecke – Lintorf, Rathaus – Tiefenbroicher Straße – ( Ratingen-Tiefenbroich, Annastraße – Ratingen, Kaiserswerther Straße – Ratingen-West, Dieselstraße – Eckampstraße – Düsseldorf, Neu-Lichtenbroich – ) Mörsenbroich, Heinrichstraße – D-Derendorf – Pempelfort, Münsterstraße/Feuerwache – Stadtmitte, Jacobistraße (Pempelforter Straße , 200 m) – Oststraße – Düsseldorf Hbf |
| 754     | Ratingen-Lintorf, Siemensstraße – Rehhecke – Lintorf, Rathaus – Tiefenbroicher Straße – Ratingen-Tiefenbroich, Annastraße – Kaiserswerther Straße – Ratingen-West, Dieselstraße – Eckampstraße – Düsseldorf, Neu-Lichtenbroich – Mörsenbroich, Heinrichstraße – D-Derendorf – Pempelfort, Münsterstraße/Feuerwache – Stadtmitte, Jacobistraße (Pempelforter Straße , 200 m) – Oststraße – Düsseldorf Hbf |
| 756 758 | Ratingen-Tiefenbroich, Friedhof – Düsseldorf, Theodor-Heuss-Brücke Linien 756 und 758 verkehren auf verschiedenen Linienwegen zu unterschiedlichen Zeiten. |
| 757     | D-Unterrath – Rath, DOME/Am Hülserhof – Ratingen-West, Erfurter Straße – Dieselstraße – Tiefenbroich, Kaiserswerther Straße – Annastraße – Gorch-Fock-Straße – Ratingen, Phillipstraße – Ratingen Mitte – Ratingen Ost |
| 759     | Düsseldorf, Flughafen Bf – Ratingen-West, Erfurter Straße – Dieselstraße – Eckampstraße – Ratingen Mitte – Ratingen Ost |
| 760     | D-Wittlaer-Bockum, Roßpfad – Wittlaer – Schloss Kalkum – Kalkum, Am Flugfeld – Florence-Nightingale-Krankenhaus – Kaiserswerth, Klemensplatz – Lohausen, Nagelsweg – Stockum, Freiligrathplatz – Linienast 1: Messe Ost/Stockumer Kirchstr. – Nordpark/Aquazoo / Linienast 2: Falkenweg – Flughafen Terminal A/B/C – Unterrath, Eckenerstraße – Unterrath – Neu-Lichtenbroich – Ratingen-West, Erfurter Straße – Dieselstraße – Ratingen, Phillipstraße – Hauser Ring – Ratingen Ost                                                                                    |
| DL 1    | Ratingen-Hösel → Ratingen-Eggerscheidt – Ratingen-Breitscheid, Krummenweg – Ratingen-Lintorf – Ratingen-Tiefenbroich – Ratingen-West – Ratingen Mitte – Ratingen Ost |

### Straßenbahn/Stadtbahn
Seitens der Stadt Düsseldorf gibt es Planungen, das Straßenbahn- oder Stadtbahnnetz von Düsseldorf-Rath nach Ratingen-West und Tiefenbroich auszubauen.

## Kunst und Kultur
Ein bedeutendes Projekt, das seine Wurzeln in Ratingen-West hat, ist die Gruppe Fresh Familee, die Anfang der 1990er Jahre unter anderem den deutschen Hip-Hop mitbegründet hat. Politische Songs und die Auseinandersetzung mit der Armut des Stadtteils prägten die Texte der Gruppe und verhalfen ihr zu nationalem Erfolg.
Ein weiteres Projekt bildet die Kabarettgruppe des Dietrich-Bonhoeffer-Gymnasiums, das unter dem Namen Westhäkchen auch überregional Auftritte absolviert und schon seit 1989 besteht. Die Schüler setzen sich in ihren Texten mit aktuellen Geschehnissen auseinander und bekennen sich zu ihrem Stadtteil, wie der Name der Gruppe verrät. Seit Ende der 1990er findet jährlich zu Pfingsten die Zelt-Zeit am Grünen See statt. Ein Wochenende lang treten nationale Popkünstler und Kabarettisten wie Dieter Nuhr, Herbert Knebel u. v. m. in Ratingen-West auf.

## Parks und Seen
Der größte Park der Stadt Ratingen, der Erholungspark Volkardey, liegt in Ratingen-West. Er umfasst zwei große Seen, den Grünen See und den Silbersee. Der Park entstand Anfang der 90er, als der Kiesabbau in dieser Region beendet und das Gelände rekultiviert wurde. Der Park umfasst eine Größe von ca. 110 ha und liegt im Einzugsbereich von über 500.000 Menschen, sodass an sonnigen und warmen Tagen bis zu 25.000 Menschen den Park besuchen. Nachdem beim Bau der A44 Reste einer Eisenzeitsiedlung gefunden worden waren, wurde im Park ein Eisenzeitgehöft rekonstruiert.

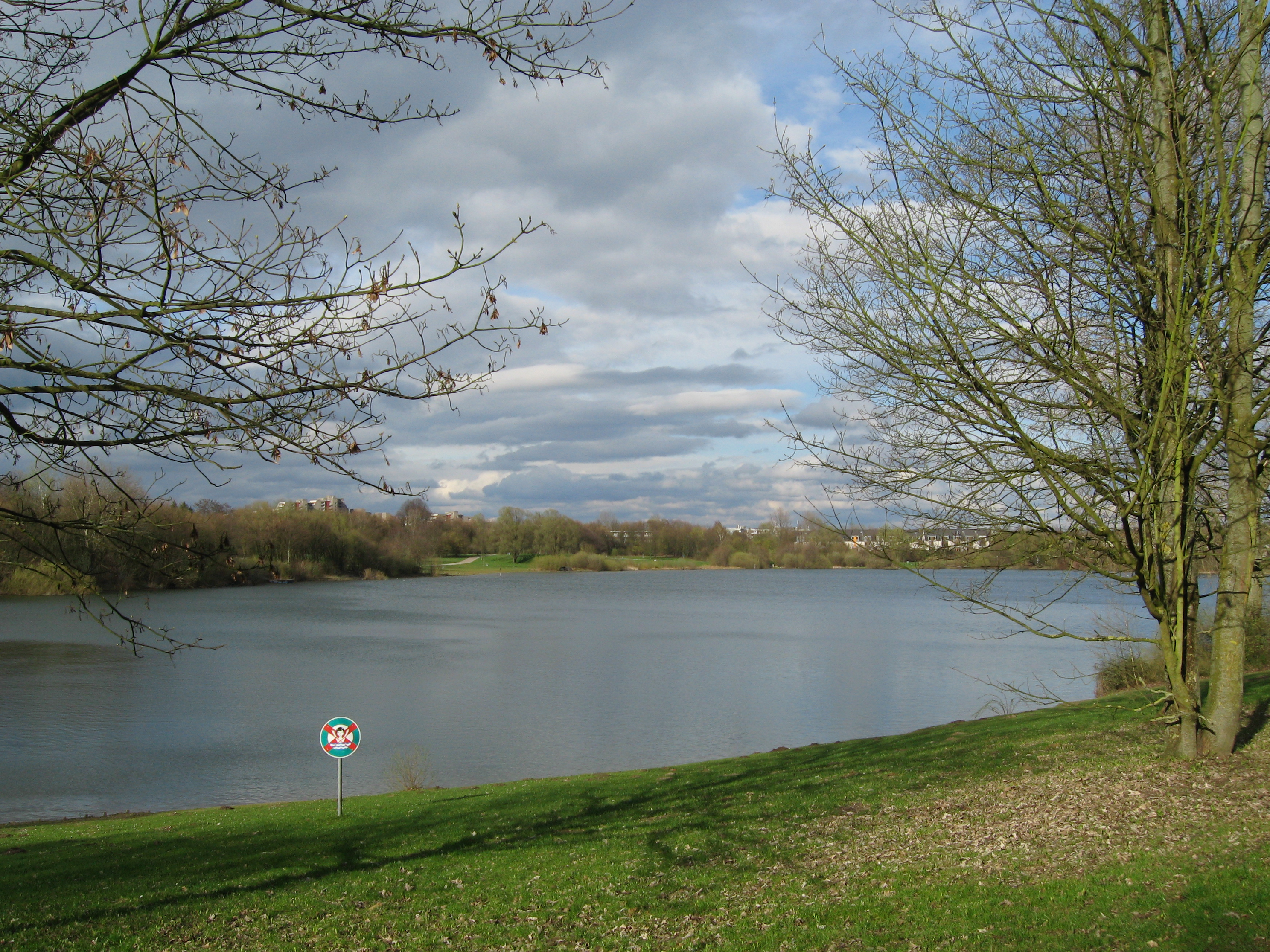
Ratingen-West: Grüner See im Erholungspark Volkardey

Ein kleineres Gewässer ist der Schwanen-Spiegel im Zentrum des Stadtteiles. Er wird gerne als Treffpunkt von Senioren und Familien genutzt. Durch die Missachtung des Fütterverbots ist die Stadt gezwungen, den Teich jährlich von Algenbewuchs zu befreien, um das ökologische Gleichgewicht zu halten. Die Besonderheit des Schwanen-Spiegels liegt darin, dass er inmitten der öden Betonlandschaft liegt und somit als ein „grüner Farbtupfer im Beton“ bezeichnet werden kann.

## Bevölkerungsentwicklung des Stadtteiles
| 1998   | 1999   | 2000   | 2001   | 2002   | 2003   | 2004   | 2005   | 2006   | 2007   | 2008   | 2009   | 2010   | 2011   | 2012   | 2013   | 2014   | 2015   | 2021   |
| ------ | ------ | ------ | ------ | ------ | ------ | ------ | ------ | ------ | ------ | ------ | ------ | ------ | ------ | ------ | ------ | ------ | ------ | ------ |
| 18.295 | 18.075 | 18.285 | 18.147 | 18.065 | 18.040 | 18.026 | 18.024 | 18.094 | 18.019 | 17.814 | 17.687 | 17.546 | 17.471 | 17.492 | 17.453 | 17.536 | 17.910 | 18.039 |

Quelle: Amt für Stadtplanung, Vermessung und Bauordnung Statistikstelle der Stadt Ratingen;
Daten ab 2006: Homepage der Stadt Ratingen, Stand: 31. Dezember 2016

## Schulen
In Ratingen-West gibt es
- drei Grundschulen:
  - Astrid-Lindgren-Grundschule
  - Erich-Kästner-Grundschule
  - Karl-Arnold-Grundschule
- eine integrierte Gesamtschule
  - Martin-Luther-King-Gesamtschule
- eine Realschule
  - Käthe-Kollwitz-Realschule
- ein Gymnasium
  - Dietrich-Bonhoeffer-Gymnasium und
- eine Schule für geistig Behinderte
  - Helen Keller-Förderschule

## Kirchen
- Katholische Pfarrgemeinden:
  - Filialkirche St. Josef
  - Heilig Geist

- Evangelische Kirchengemeinde (Pfarrbezirk V)
  - Versöhnungskirche

## Soziale Einrichtungen
Das Freizeithaus Ratingen-West, der hiesige Abenteuerspielplatz und das Jugendcafé Lichtblick spielen eine Rolle in der örtlichen Jugendarbeit.

## Vereine
- Allgemeiner Sportclub von Ratingen-West 1973 e. V.
- Bürgerverein Ratingen-West e. V.
- K.G. Anger Garde Ratingen e. V.
- Wassersport Club Volkardey e. V.
- Interkulturelles Zentrum „Kontakt“ e. V.
- Kultur und Sport "Aserbaidschan" e. V.